# Leptogaster arborcola
Leptogaster arborcola är en tvåvingeart som beskrevs av Martin 1957. Leptogaster arborcola ingår i släktet Leptogaster och familjen rovflugor. Inga underarter finns listade i Catalogue of Life.